# Kettenstrafanstalt Lüneburg

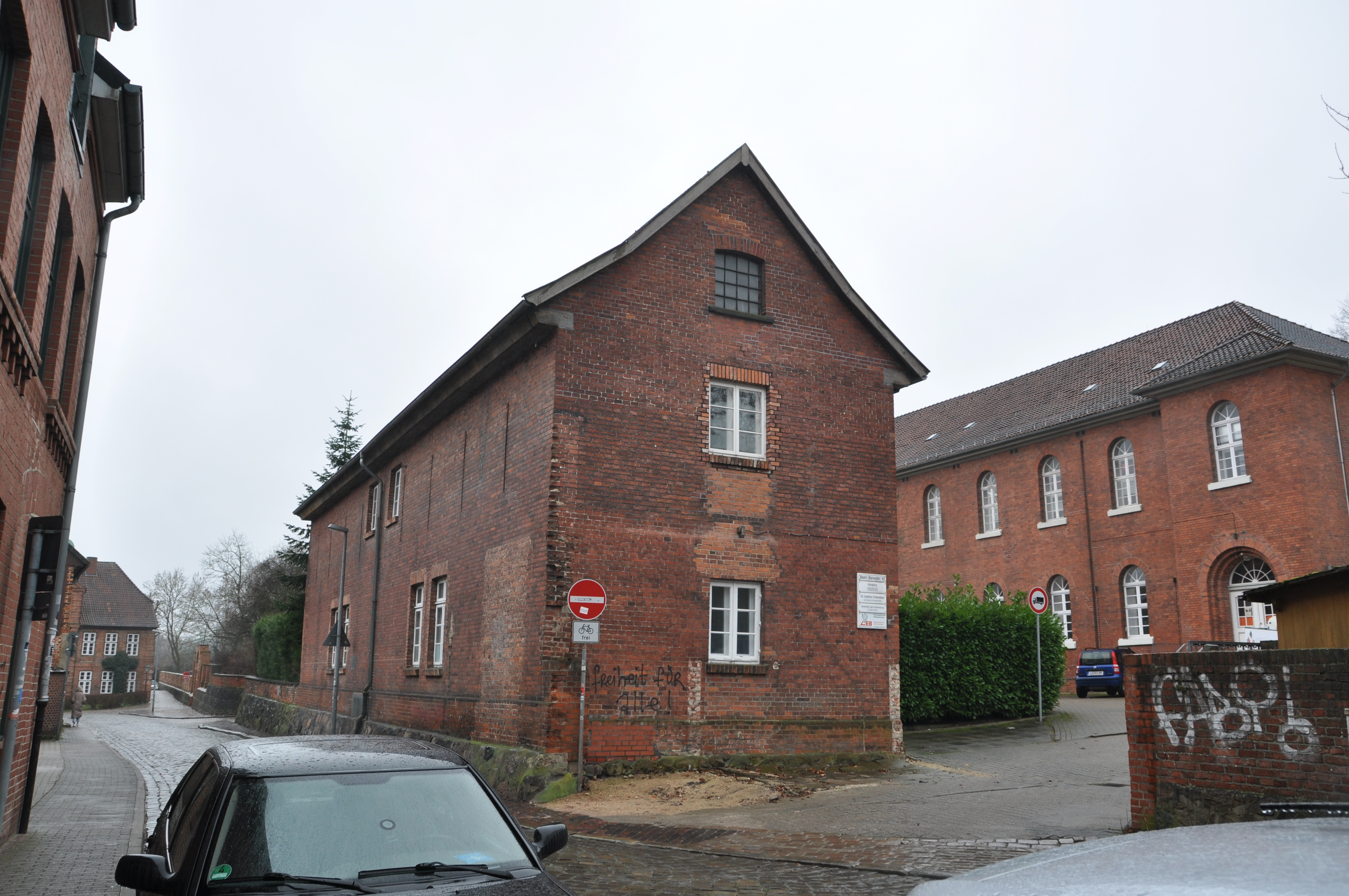
Die ehemalige Strafanstalt Beim Benedikt 10

Die Kettenstrafanstalt in Lüneburg war ein Gefängnis, das 1837 am Fuße des Lüneburger Kalkbergs errichtet wurde und dessen Insassen den Gips im Gipsbruch abbauen mussten.

## Stockhaus
Bevor die Kettenstrafanstalt gebaut wurde, befand sich an gleicher Stelle ab dem 18. Jahrhundert ein Stockhaus für Schwerverbrecher. Die Insassen waren Karrengefangene, die am Kalkberg den Kalkstein brechen und verarbeiten mussten. Neben Räumen für die Gefangenen und die Wachen befanden sich im Stockhaus auch die Wohnung des Wachtmeister-Lieutenants, die Wohnung des Gefangenenwärters, das Kommandantenhaus und ein Zeughaus.

## Kettenstrafanstalt

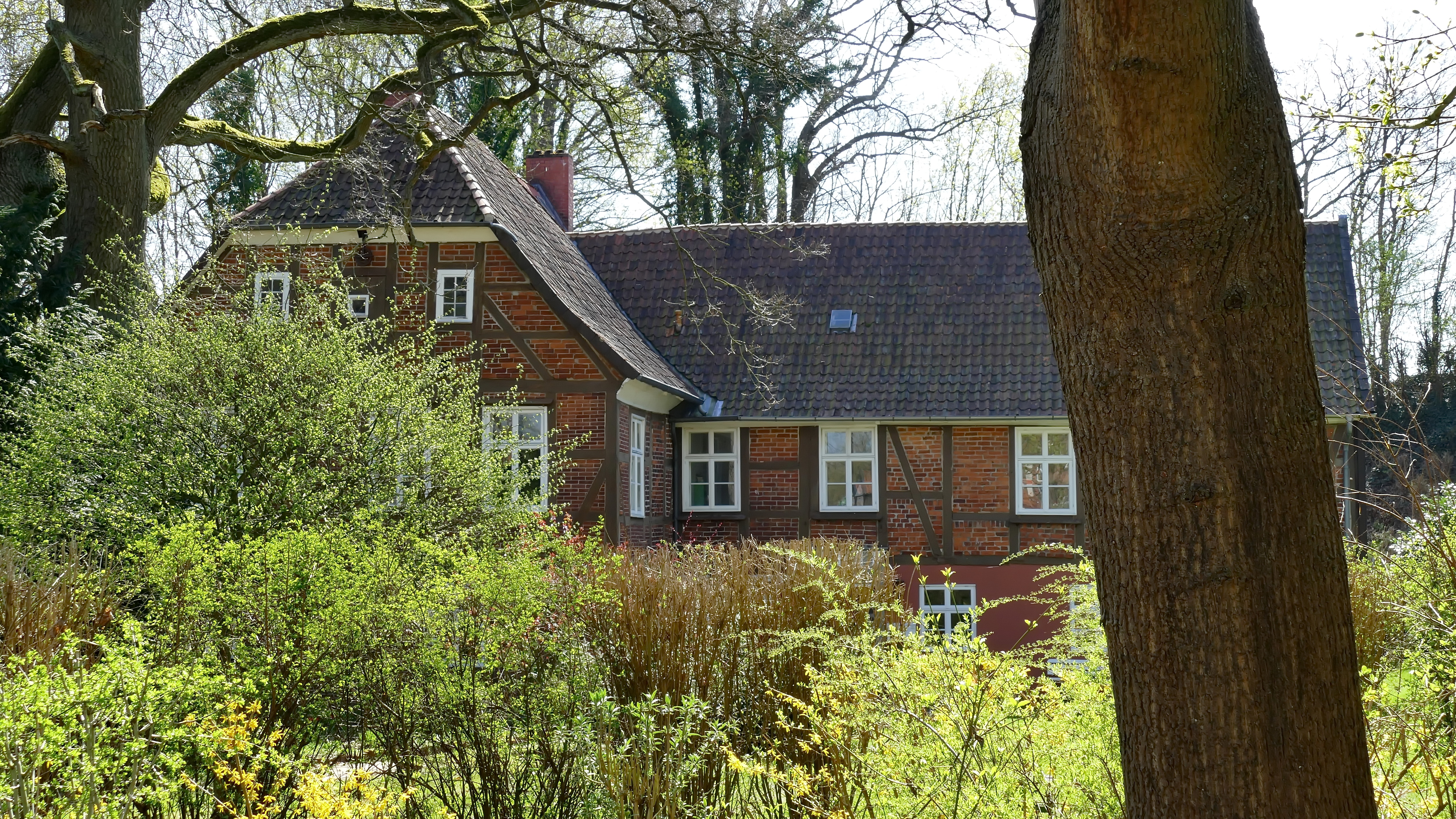
Das Haus des Kalkbruch-Inspektors, erbaut 1730

Die Kettenstrafanstalt war für 170 Kettensträflinge aller Konfessionen ausgelegt, die zu einer Strafzeit von 6 Jahren bis lebenslänglich verurteilt waren. Die Außenarbeit bestand im Brechen von Gips und dem Brennen und Mahlen desgleichen. Die Innenarbeit hingegen bestand aus der Herstellung von Zigarren. Im Jahre 1861 verfügte die Anstalt über acht Einzelzellen und 152 Einzelschlafzellen. Die restlichen Insassen waren in Gemeinschaftszellen untergebracht. Alle Häftlinge erhielten Unterricht in Religion, die Mehrzahl zudem auch Unterricht in Lesen, Schreiben und Rechnen.
1864 waren in der Strafanstalt ein Direktor, ein Hausverwalter, zwei Werkmeister und 16 Aufseher angestellt. Es gab jeweils einen lutherischen und einen katholischen Geistlichen. Außerdem verfügte die Anstalt über einen lutherischen und einen jüdischen Lehrer, einen Arzt, einen Wundarzt und 12 Lohnwächter.
Zwischen 1859 und 1866 war der Rittmeister a. D. G. C. A. Hoyns, welcher zuvor in der Strafanstalt Stade Vorsteher war, der Direktor der Anstalt.

### Mord an Aufseher durch zwei Häftlinge
Am 14. Oktober 1864 wurde, nach der abendlichen Überführung der Häftlinge aus dem Arbeitssaal in die Zellen, der Aufseher Schulz mit aufgeschnittener Kehle und zerschmettertem Schädel gefunden. Dieser war mit zwei Häftlingen zurückgeblieben, um die Gerätschaften zu überprüfen. Die beiden Häftlinge Heinrich Köhler und Heinrich Künemann flüchteten durch eine zweite Ausgangstür aus dem Arbeitssaal und auf ein nahes Dach, von welchem sie mithilfe einer Leiter hinabstiegen. Die Untersuchung ergab, dass die beiden Insassen sich nahestanden und sich abgesprochen hatten. Der eine Häftling schnitt dem Wärter mit einem Schustermesser den Hals auf und der andere schlug mit einem Schusterhammer auf den Schädel des Wärters ein. Künemann wurde am 16. Oktober 1864 und Köhler am 22. Oktober 1864 ergriffen. Beide leugneten später die Tat, wurden jedoch vom Schwurgerichtshof zu Celle zum Tode verurteilt.

### Sonstiges
Das Hauptgebäude der Strafanstalt wurde durch eine Luftheizung erwärmt, während andere Anstalten zu diesem Zeitpunkt gewöhnlich mit der Ofenheizung erwärmt wurden.
2024 wurden bei Bauarbeiten Teile eines historischen Gebäudes entdeckt, das zur Kettenstrafanstalt gehörte. In ihm wurden Metallrohre entdeckt, die laut einem Archäologen vermutlich etwas mit einer Heizanlage zu tun hatten.
Es bestand in Lüneburg ein Verein für Entlassene.